# Hydractinia parvispina
Hydractinia parvispina är en nässeldjursart som beskrevs av Gustav Hartlaub 1905. Hydractinia parvispina ingår i släktet Hydractinia och familjen Hydractiniidae. Inga underarter finns listade i Catalogue of Life.